# Kurt Deglerk

Kurt Deglerk

Kurt Deglerk (* 18. August 1879 in Dittersbach, Kreis Waldenburg; † 6. Juni 1931 in Potsdam) war ein deutscher Politiker (DNVP).

## Leben und Tätigkeit

### Leben im Kaiserreich
Deglerk war ein Sohn des Lokomotivführers Bernhard Deglerk und seiner Ehefrau Ida, geb. Schöps. Er besuchte die Volksschule in Dittersbach (1885–1887), das städtische Mittelschule zu Hirschberg (1887–1889) und das Königliche Gymnasium zu Hirschberg (1889–1897).
Vom 1. Mai bis 31. Oktober 1897 absolvierte Deglerk ein Volontariat beim Landratsamt in Hirschberg. Im November 1897 trat er in die Dienste der Reichsbahn. In dieser durchlief er nacheinander Stellungen als Zivilsupernumerar, Praktikant, Gütervorsteher, Obersekretär und zuletzt Rechnungsvisor. Zwischendurch gehörte er vom 1. Oktober 1899 bis 30. September 1900 dem Telegraphen-Bataillon Nr. 2 in Frankfurt an der Oder an.
1901 erreichte Deklerk im Staatseisenbahndienst die Stellung eines Eisenbahnzivilsupernumerar (d.h.: "überzähliger" Beamtenanwärter ohne Einkommen). Nach weiteren Tätigkeiten bei der Reichsbahnverwaltung wurde er 1908 zum Eisenbahnobersekretär und 1917 zum Eisenbahnrechnungsrevisor befördert.
Deglerk war zeitweise 1. Vorsitzender des Bezirks Breslau des Eisenbahn-Beamtenbundes (Bundes der Beamten der preußisch-hessischen Staats- und Reichseisenbahnen) und des Deutschen Beamtenbundes. Des Weiteren war er zeitweise zweiter Vorsitzender des Eisenbahnpraktikantenvereins in Breslau und Erster Vorsitzender der Arbeitsgemeinschaft Breslauer Lehrer und Beamten. Außerdem gehörte er den Vorständen diverser weiterer berufsständischer Organisationen und des III. Breslauer Turnvereins an.

### Weimarer Republik
1919 trat Deglerk in die neugründete Deutschnationale Volkspartei (DNVP) ein.
Im selben Jahr wurde er als Abgeordneter der DNVP in die Weimarer Nationalversammlung gewählt. Bei der Wahl zum ersten regulären Reichstag der Weimarer Republik im Jahr 1920 wurde Deglerk erneut als Abgeordneter gewählt. Er gehörte dem Reichstag anschließend knapp vier Jahre lang, bis zur Wahl vom Mai 1924, als Abgeordneter an.
Bei der Reichstagswahl von 1928 kandidierte Deglerk als Reichswahlvorschlag der DNVP für den Wahlkreis Potsdam II für den Reichstag, konnte aber kein Mandat gewinnen.
Bis zu seinem Tod stand Deglerk im Dienst des Rechnungshofes des Reiches, zuletzt mit dem Rang eines Ministerialamtmanns. Er lebte während dieser Jahre in Potsdam in der Waldemarstraße 21.

## Ehe und Familie
Deglerk heiratete am 27. Juni 1910 Anita Fromberger, eine Tochter des Bauerngutsbesitzers Hermann Fromberger. Aus der Ehe gingen drei Söhne hervor: Bernhard (* 19. Oktober 1911 in Breslau; † 5. Oktober 2003), Günter (* 25. Juni 1917 in Breslau) und Helmut (* 14. Oktober 1919 in Breslau). Der Sohn Helmut Deglerk starb am 11. Mai 1942 als Leutnant der Reserve bei Kriegshandlungen in Ogus Tobe am Zugang zur Halbinsel Kertsch.

## Archivarische Überlieferung
Das Bundesarchiv verwahrt in der Biografischen Sammlung Deutscher Parlamentarier eine Akte zu Deglerk (B 564/526). Außerdem besitzt es eine Personalakte zu Deglerk aus seiner Tätigkeit beim Rechnungshof des Deutschen Reiches (R 2301/10443).

## Schriften
- Die deutschnationale Fraktion der Deutschen Nationalversammlung und die Beamtenschaft, Verlag des Deutschnationalen Landsverbandes Mittelschlesien, Breslau s. a. [1920].
- Deutschnationale Besoldungspolitik im Reichsparlament, Deutschnationale Schriftenvertriebsstelle, Berlin 1921.
- Wider den Beamtenabbau, Deutschnationale Schriftenvertriebsstelle, Berlin 1924.